# کیوزافورته
کیوزافورته (به ایتالیایی: Chiusaforte) یک کومونه در ایتالیا است که در استان اودینه واقع شده‌است.

## خصوصیات
کیوزافورته ۱۰۰٫۶ کیلومترمربع مساحت و ۷۹۲ نفر جمعیت دارد.